# Scrobipalpa stangei
Scrobipalpa stangei is een vlinder uit de familie tastermotten (Gelechiidae). De wetenschappelijke naam is voor het eerst geldig gepubliceerd in 1889 door E. Hering.
De soort komt voor in Europa.